# Adenanthos
Adenanthos är ett släkte av tvåhjärtbladiga växter. Adenanthos ingår i familjen Proteaceae.

## Dottertaxa tillAdenanthos, i alfabetisk ordning[1]
- Adenanthos acanthophyllus
- Adenanthos apiculatus
- Adenanthos argyreus
- Adenanthos barbigerus
- Adenanthos cacomorphus
- Adenanthos cuneatus
- Adenanthos cunninghamii
- Adenanthos cygnorum
- Adenanthos detmoldii
- Adenanthos dobagii
- Adenanthos dobsoni
- Adenanthos drummondii
- Adenanthos ellipticus
- Adenanthos eyrei
- Adenanthos filifolius
- Adenanthos flavidiflorus
- Adenanthos forrestii
- Adenanthos glabrescens
- Adenanthos gracilipes
- Adenanthos ileticos
- Adenanthos labillardierei
- Adenanthos linearis
- Adenanthos macropodianus
- Adenanthos meissneri
- Adenanthos obovatus
- Adenanthos oreophilus
- Adenanthos pamela
- Adenanthos pungens
- Adenanthos sericeus
- Adenanthos strictus
- Adenanthos teges
- Adenanthos terminalis
- Adenanthos velutinus
- Adenanthos venosus